# 1999 HS11
1999 HS11, também escrito como 1999 HS11, é um objeto transnetuniano (TNO) que está localizado no cinturão de Kuiper, uma região do Sistema Solar. Este corpo celeste é classificado como um cubewano. Ele possui uma magnitude absoluta (H) de 6,6 e, tem um diâmetro estimado com cerca de 211 km, por isso é pouco provável que possa ser classificado como um planeta anão, devido ao seu tamanho relativamente pequeno.

## Descoberta
1999 HS11 foi descoberto no dia 17 de abril de 1999 pelos astrônomos Marc W. Buie e R. L. Millis.

## Órbita
A órbita de 1999 HS11 tem uma excentricidade de 0.017 e possui um semieixo maior de 44.057 UA. O seu periélio leva o mesmo a uma distância de 43.291 UA em relação ao Sol e seu afélio a 44.355.